# 26376 Roborosa
26376 Roborosa este un asteroid din centura principală de asteroizi.

## Descriere
26376 Roborosa este un asteroid din centura principală de asteroizi. A fost descoperit pe 11 martie 1999 la Observatorul din Ondřejov de Petr Pravec. Asteroidul prezintă o orbită caracterizată de o semiaxă mare de 2,76 ua, o excentricitate de 0,14 și o înclinație de 8,5° în raport cu ecliptica.